# جوردن (سانتاندر)
جوردن (انگلیسی: Jordán, Santander) نام یک شهر کوچک در کشور کلمبیا است.